# Kisbosznia
Kisbosznia (horvátul, bunyevácul Mala Bosna, szerbül Мала Босна / Mala Bosna) település Szerbiában, Vajdaságban, az Észak-bácskai körzetben, Szabadka községben.

## Története
A település "Kis-Bosznia" nevét a helyi délszláv lakosokról kapta, akik eredetileg Boszniából vándoroltak ide.

## Népesség
Az 1991-es népszámlálás szerint 1488, a 2002-es szerint pedig 1245 lakosa volt. Ebből 621 (49,87%) horvát,
283 (22,73%) bunyevác, 92 (7,38%) magyar, 69 (5,54%) szerb, 69 (5,54%) jugoszláv, 24 (1,92%) muzulmán, 5 (0,4%) német, 1 (0,08%) montenegrói, 1 (0,08%) orosz, 1 (0,08%) roma, 1 (0,08%) macedón.
A falunak 990 nagykorú polgára van, a lakosság átlagéletkora 39,8 év (a férfiaké 39, a nőké 40,6). A településen 450 háztartás van, háztartásonként átlagosan 2,77 taggal.
Legnépesebb az 1953-as népszámlálás idején volt, 3002 lakossal.